# Rubber Soul Tour
Il Rubber Soul Tour fu il settimo tour dei Beatles, svoltosi  in Gran Bretagna e negli Stati Uniti nel 1965, continuato nel 1966 attraverso altre tournée.

## Storia
Il tour venne organizzato dal manager Phil Spector, per promuovere l'album Rubber Soul, e fu la prima volta nella storia che una tournée prese il nome dall'album sponsorizzato, altra invenzione di marketing della band di Liverpool.
Esso ebbe inizio il 10 ottobre del 1965 a Blackpool, e terminò il 12 novembre 1965 a Londra, ma fu seguito dal Beatles British Tour, il Tour di Germania, Giappone e Filippine e il 1966 US tour terminato al Candlestick Park – Paul McCartney, sapendo che si sarebbe trattata dell'ultima tappa dal vivo, chiese al giornalista Tony Barrow di girare una sorta di cortometraggio del concerto.
Una volta tornati a Londra e ancora indecisi sul da farsi, vollero sospendere momentaneamente la loro attività come band; in quest'occasione, ognuno dei membri decise di dedicarsi ad altro: John Lennon girò il film Come ho vinto la guerra, George Harrison si ritirò momentaneamente in India per studiare il sitar, Paul McCartney incise la colonna sonora del film Questo difficile amore, mentre Ringo Starr girò il film Candy e il suo pazzo mondo, uscito l'anno successivo.

## Scaletta
Ecco il programma-tipo interpretato in questa tournée. 
1. She's a Woman
2. If I Needed Someone
3. Love Me Do
4. Day Tripper
5. There's a Place
6. Nowhere Man
7. Not a Second Time
8. Baby's in Black
9. Yesterday
10. Help!

## Programma e lista completa dei concerti
| N° | Data             | Città                     | Luogo                 | Spettatori |
| -- | ---------------- | ------------------------- | --------------------- | ---------- |
| 1  | 10 ottobre 1965  | Blackpool, Inghilterra    | Bloomfield Road       | 28 610     |
| 2  | 11 ottobre 1965  | Blackpool, Inghilterra    | Bloomfield Road       | 28 610     |
| 3  | 12 ottobre 1965  | Sheffield, Inghilterra    | Finsbury Park Astoria | 23 450     |
| 4  | 13 ottobre 1965  | Sheffield, Inghilterra    | Finsbury Park Astoria | 23 450     |
| 5  | 14 ottobre 1965  | Glasgow, Scozia           | Glasgow Odeon         | 14 720     |
| 6  | 18 ottobre 1965  | Atlanta, Stati Uniti      | Atlanta Stadium       | 20 261     |
| 7  | 21 ottobre 1965  | Cleveland, Stati Uniti    | Cleveland Stadium     | 30 000     |
| 8  | 24 ottobre 1965  | Ottawa, Canada            | Finsbury Park         | 41 000     |
| 9  | 28 ottobre 1965  | Belfast, Irlanda del Nord | Windsor Park          | 32 520     |
| 10 | 1 novembre 1965  | Londra, Inghilterra       | Odeon Cinema          | 32 520     |
| 11 | 4 novembre 1965  | Londra, Inghilterra       | Wembley Arena         | 32 520     |
| 12 | 12 novembre 1965 | Londra, Inghilterra       | Odeon Astoria         | 32 520     |